# Čejkovice (district de Znojmo)
Pour les articles homonymes, voir Čejkovice.
Čejkovice (en allemand : Schakwitz) est une commune du district de Znojmo, dans la région de Moravie-du-Sud, en République tchèque. Sa population s'élevait à 220 habitants en 2020.

## Géographie
Čejkovice se trouve à 10 km au nord-ouest de Hrušovany nad Jevišovkou, à 18 km à l'est-nord-est de Znojmo, à 43 km au sud-ouest de Brno et à 189 km au sud-est de Prague.
La commune est limitée par Oleksovice au nord-ouest, par Mackovice au nord, par Břežany à l'est, par Božice au sud, et par Borotice au sud-ouest.

## Histoire
La première mention écrite de la localité date de 1248.